# Чемпіонат Азії та Океанії з хокею із шайбою серед юніорів 1987
Чемпіонат Азії та Океанії з хокею із шайбою серед юніорів 1987 — 4-й розіграш чемпіонату Азії та Океанії з хокею серед юніорських команд. Чемпіонат проходив у китайському місті Гірин. Турнір проходив з 15 по 22 лютого 1987 року.

## Підсумкова таблиця
| М | Команда        | І | В | Н | П | ШЗ | ШП | Різ | О |
| - | -------------- | - | - | - | - | -- | -- | --- | - |
|   | Північна Корея | 4 | 3 | 0 | 1 | 31 | 9  | +22 | 6 |
|   | КНР            | 4 | 3 | 0 | 1 | 17 | 9  | +8  | 6 |
|   | Японія         | 4 | 3 | 0 | 1 | 22 | 8  | +14 | 6 |
| 4 | Австралія      | 4 | 1 | 0 | 3 | 14 | 35 | –21 | 2 |
| 5 | Південна Корея | 4 | 0 | 0 | 4 | 9  | 32 | –23 | 0 |

## Результати
- Японія 1 – 5  Північна Корея
- КНР 5 – 3  Південна Корея
- Японія 9 – 0  Австралія
- КНР 3 – 1  Північна Корея
- Північна Корея 11 – 1  Південна Корея
- КНР 7 – 2  Австралія
- Північна Корея 14 – 4  Австралія
- Японія 9 – 1  Південна Корея
- Австралія 7 – 5  Південна Корея
- КНР 2 – 3  Японія